# Purísima de Ramírez
Purísima de Ramírez är en ort i Mexiko.   Den ligger i kommunen Pénjamo och delstaten Guanajuato, i den centrala delen av landet, 280 km väster om huvudstaden Mexico City. Purísima de Ramírez ligger 1 698 meter över havet och antalet invånare är 670.
Terrängen runt Purísima de Ramírez är platt åt sydost, men åt nordväst är den kuperad. Runt Purísima de Ramírez är det ganska tätbefolkat, med 124 invånare per kvadratkilometer. Närmaste större samhälle är Pénjamo, 8,6 km väster om Purísima de Ramírez. Trakten runt Purísima de Ramírez består till största delen av jordbruksmark.